# بريدجيت بولاند
بريدجيت بولاند (بالإنجليزية: Bridget Boland)‏ (13 مارس 1913، لندن الكبرى في المملكة المتحدة - 19 يناير 1988، سري في المملكة المتحدة)؛ مؤلفة، كاتبة سيناريو، كاتبة مسرحية وروائية بريطانية. درست في جامعة أوكسفورد.

## روابط خارجية
- بريدجيت بولاند على موقع IMDb (الإنجليزية)
- بريدجيت بولاند على موقع ألو سيني (الفرنسية)
- بريدجيت بولاند على موقع أول موفي (الإنجليزية)
- بريدجيت بولاند على موقع قاعدة بيانات الأفلام السويدية (السويدية)
- بريدجيت بولاند على موقع قاعدة بيانات الفيلم (الإنجليزية)
- بريدجيت بولاند على موقع كينوبويسك (الروسية)